# مادلين (أميرة)
الأميرة مادلين دوقة هالسنغلاند وغاستريكلاند (بالسويدية: Princess Madeleine, Duchess of Hälsingland and Gästrikland) وهي أميرة سويدية والابنة الأصغر والابنة الثانية لكارل السادس عشر غوستاف وسيلفيا ملكة السويد ولدت في 10 يونيو 1982 في قصر دروتنينغهولم الملكي (1991) في السويد وهي متزوجة من رجل الأعمال البريطاني الأمريكي كريستوفر أونيل وهي من سلالة برنادوت.

## روابط خارجية
- مادلين على موقع IMDb (الإنجليزية)